# Stachys betoniciflora
Stachys betoniciflora là một loài thực vật có hoa trong họ Hoa môi. Loài này được Rupr. miêu tả khoa học đầu tiên năm 1869.